# Flaga Finlandii

Oparta na herbie Finlandii flaga używana w latach 1917–1918

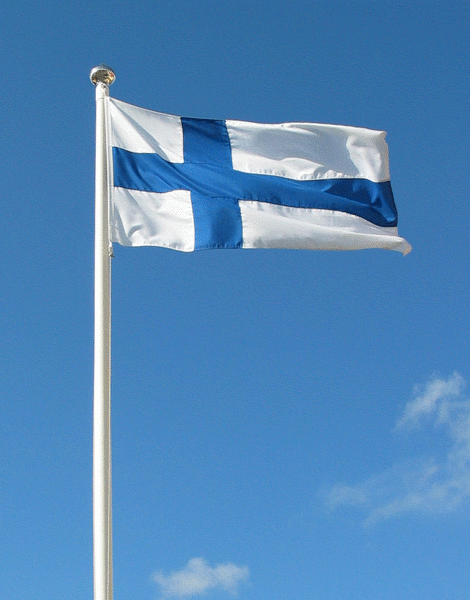
Flaga Finlandii

Flaga Finlandii – jeden z symboli państwowych Republiki Finlandii.

## Wygląd i symbolika
Flaga Finlandii to błękitny krzyż na białym tle. Kolor błękitny symbolizuje liczne jeziora, a biały – śniegi. Poprzez umieszczenie tych dwóch barw w formie tzw. krzyża skandynawskiego, fiński sztandar wzorem nawiązuje do flagi Danii (Dannebrog) oraz flag innych krajów skandynawskich.

## Historia
Finlandia stanowiła od 1249 do 1809 roku część Szwecji, następnie Rosji. W 1861 roku car Aleksander II zaaprobował regulamin szwedzkojęzycznego Nyland Yacht Clubu z Finlandii, na mocy którego jednostki należące do klubu pływały pod białą flagą z niebieskim krzyżem i z godłem prowincji Nyland w górnym rogu. Oprócz pozycji krzyża flaga była bardzo podobna do flagi rosyjskiego yacht klubu z Petersburga. Inne fińskie yacht cluby przyjęły podobne flagi, na których zamieszczały własne godła. W 1862 poeta Zacharias Topelius pierwszy zaproponował uznanie flagi za narodową.
Po wojnie domowej w 1918 roku przyjęto jako symbol niepodległej Finlandii białą flagę z niebieskim krzyżem. Obecnie główną flagą państwa jest biała flaga z niebieskim krzyżem i godłem w centrum. Pozostałe formy, także flaga podstawowa – bez godła, to pochodne tego wzoru.

## Konstrukcja i wymiary
Biały prostokąt z naniesionym niebieskim krzyżem, o proporcjach boków 11:18 (4-3-4:5-3-10).